# Cesarica
Cesarica – wieś w Chorwacji, w żupanii licko-seńskiej, w gminie Karlobag. W 2011 roku liczyła 123 mieszkańców.